# Tityus crassicauda
Tityus crassicauda é uma espécie de escorpião endémico dos Andes equatorianos, na província de Pichincha.
É castanho, com tons avermelhados e mais escuro nas extremidades, tendo um veneno poderoso. Mede até 5 cm de comprimento.
Foi descoberto em 2013, sendo publicado na edição de Junho da revista científica "Zookeys". A pesquisa foi realizada pelo Museu Nacional de História Natural de Paris, em França.